# Kaire Leibak

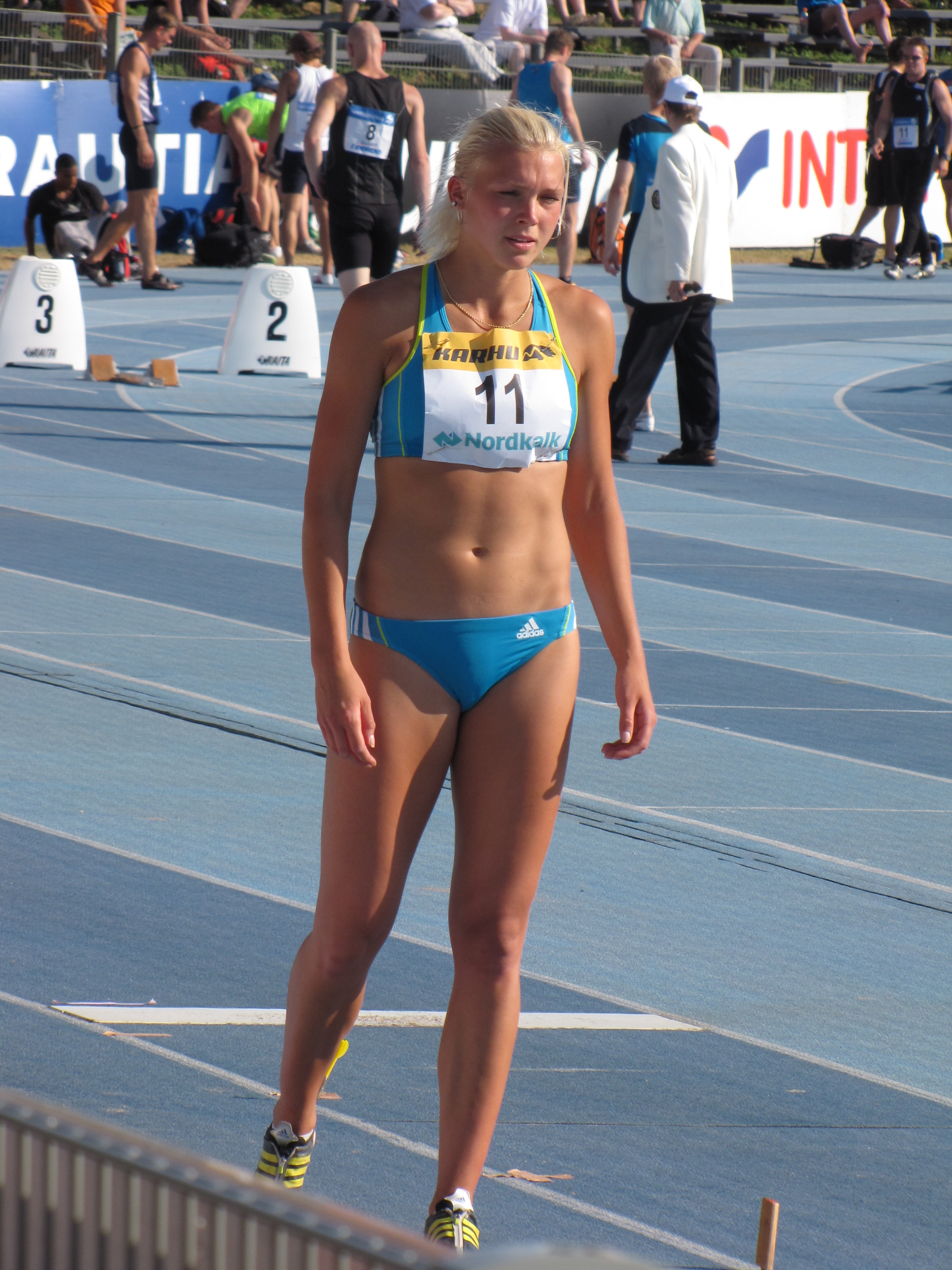
Kaire Leibak (2010)

Kaire Leibak (* 21. Mai 1988 in Tartu) ist eine ehemalige estnische Leichtathletin. 

## Sportliche Karriere
2005 nahm Leibak an den Jugendweltmeisterschaften in Marrakesch teil. Dort gewann sie im Dreisprung die Silbermedaille und belegte im Weitsprung den siebten Platz. 
Ein Jahr später gewann sie bei den Juniorenweltmeisterschaften in Peking die Goldmedaille im Dreisprung. In diesem Wettkampf sprang sie mit 14,43 m estnischen Landesrekord. Auch bei den Junioreneuropameisterschaften 2007 in Hengelo konnte sie die Goldmedaille gewinnen. In diesem Jahr bestritt sie im Rahmen des IAAF Super Grand Prix auch ihre ersten internationalen Wettkämpfe im Seniorenbereich. Beim Athletissima in Lausanne wurde sie Achte und beim Herculis in Monaco Siebente.
Bei ihrem ersten großen internationalen Wettkampf, den Hallenweltmeisterschaften 2008 im spanischen Valencia, konnte Leibak mit einer schwachen Leistung von 13,32 m nur den 17. Platz in ihrer Qualifikationsgruppe erreichen und sich somit nicht für das Finale der besten zwölf Athletinnen qualifizieren. Dies gelang ihr aber ein paar Monate später bei den Olympischen Sommerspielen 2008 in Peking. Mit einer Weite von 14,13 m belegte die 20-jährige Sportlerin den zehnten Platz im olympischen Dreisprungfinale. Bei den Halleneuropameisterschaften 2009 in Turin verpasste Leibak mit 13,99 m den Finalwettbewerb. Mit einer Saisonbestleistung von 14,20 m qualifizierte sie sich für die Weltmeisterschaften 2009 in Berlin, die sie jedoch kurzfristig aufgrund einer Verletzung absagen musste.

## Persönliche Bestleistungen
- Dreisprung: 14,43 m (+0,6 m/s), 17. August 2006, Peking (Estnischer Rekord)
- Weitsprung: 6,40 m (+1,6 m/s), 5. Juli 2005, Lignano Sabbiadoro